# كورنوال (نيويورك)
كورنوال (بالإنجليزية: Cornwall, New York)‏ هي بلدة أمريكية تقع في الولايات المتحدة في نيويورك (ولاية). يقدر عدد سكانها بـ 12,646 نسمة .

## أعلام
- لويس بيتش
- جورج بوتشي
- بوني بلير
- روب كوهين
- إثيل مايرز